# العلاقات التونسية الجيبوتية
العلاقات التونسية الجيبوتية هي العلاقات الثنائية التي تجمع بين تونس وجيبوتي.

## مقارنة بين البلدين
هذه مقارنة عامة ومرجعية للدولتين:
| وجه المقارنة                                              | تونس                                       | جيبوتي                    |
| --------------------------------------------------------- | ------------------------------------------ | ------------------------- |
| المساحة (كم2)                                             | 163.61 ألف                                 | 23.20 ألف                 |
| عدد السكان (نسمة)                                         | 11.53 مليون                                | 956.99 ألف                |
| الكثافة السكانية (ن./كم²)                                 | 70.47                                      | 41.25                     |
| العاصمة                                                   | تونس                                       | جيبوتي                    |
| اللغة الرسمية                                             | اللغة العربية                              | لغة فرنسية، اللغة العربية |
| العملة                                                    | دينار تونسي                                | فرنك جيبوتي               |
| الناتج المحلي الإجمالي (بليون دولار)                      | 40.26 مليار                                | 1.84 مليار                |
| الناتج المحلي الإجمالي (تعادل القوة الشرائية) بليون دولار | 129.05 مليار                               | 3.10 مليار                |
| الناتج المحلي الإجمالي الاسمي للفرد دولار أمريكي          | 3.87 ألف                                   | 1.95 ألف                  |
| الناتج المحلي الإجمالي للفرد دولار أمريكي                 | 11.44 ألف                                  | 3.27 ألف                  |
| مؤشر التنمية البشرية                                      | 0.721                                      | 0.470                     |
| رمز المكالمات الدولي                                      | +216                                       | +253                      |
| رمز الإنترنت                                              | .tn                                        | .dj                       |
| المنطقة الزمنية                                           | ت ع م+01:00، توقيت وسط أوروبا، ت ع م+02:00 | ت ع م+03:00               |

## منظمات دولية مشتركة
يشترك البلدان في عضوية مجموعة من المنظمات الدولية، منها:
| علم المنظمة | اسم المنظمة                                                | تاريخ انضمام تونس | تاريخ انضمام جيبوتي |
| ----------- | ---------------------------------------------------------- | ----------------- | ------------------- |
|             | صندوق النقد العربي                                         | ?                 | ?                   |
|             | جامعة الدول العربية                                        | 1 أكتوبر 1958     | 4 سبتمبر 1977       |
|             | منظمة التجارة العالمية                                     | ?                 | ?                   |
|             | الاتحاد الأفريقي                                           | ?                 | ?                   |
|             | الاتحاد البريدي العالمي                                    | ?                 | ?                   |
|             | يونسكو                                                     | 8 نوفمبر 1956     | 31 أغسطس 1989       |
|             | مؤسسة التمويل الدولية                                      | 25 يوليو 1962     | 1 أكتوبر 1980       |
|             | منظمة التعاون الإسلامي                                     | ?                 | ?                   |
|             | منظمة حظر الأسلحة الكيميائية                               | ?                 | ?                   |
|             | مؤسسة التنمية الدولية                                      | 30 ديسمبر 1960    | 1 أكتوبر 1980       |
|             | وكالة ضمان الاستثمار متعدد الأطراف                         | 7 يونيو 1988      | 12 يناير 2007       |
|             | الاتحاد الدولي للاتصالات                                   | 14 ديسمبر 1956    | 22 نوفمبر 1977      |
|             | منظمة الشرطة الجنائية الدولية                              | ?                 | ?                   |
|             | الأمم المتحدة                                              | 12 نوفمبر 1956    | 20 سبتمبر 1977      |
|             | البنك الدولي للإنشاء والتعمير                              | 14 أبريل 1958     | 1 أكتوبر 1980       |
|             | البنك الإفريقي للتنمية                                     | ?                 | ?                   |
|             | العملية المشتركة للاتحاد الأفريقي والأمم المتحدة في دارفور | ?                 | ?                   |
|             | الصندوق العربي للإنماء الاقتصادي والاجتماعي                | ?                 | ?                   |

## وصلات خارجية
- موقع وزارة الخارجية التونسية